# Tinchebray
Tinchebray és un municipi delegat francès, situat al departament de l'Orne i a la regió de Normandia. L'any 2007 tenia 2.642 habitants.
L'1 de gener de 2015, Tinchebray es va fusionar amb sis municipis que conformen el municipi nou de Tinchebray-Bocage.

## Demografia

### Població
El 2007 la població de fet de Tinchebray era de 2.642 persones. Hi havia 1.177 famílies de les quals 426 eren unipersonals (162 homes vivint sols i 264 dones vivint soles), 406 parelles sense fills, 284 parelles amb fills i 61 famílies monoparentals amb fills.
La població ha evolucionat segons el següent gràfic:
Habitants censats

### Habitatges
El 2007 hi havia 1.406 habitatges, 1.185 eren l'habitatge principal de la família, 52 eren segones residències i 169 estaven desocupats. 1.125 eren cases i 245 eren apartaments. Dels 1.185 habitatges principals, 704 estaven ocupats pels seus propietaris, 452 estaven llogats i ocupats pels llogaters i 28 estaven cedits a títol gratuït; 50 tenien una cambra, 118 en tenien dues, 293 en tenien tres, 350 en tenien quatre i 374 en tenien cinc o més. 707 habitatges disposaven pel capbaix d'una plaça de pàrquing. A 601 habitatges hi havia un automòbil i a 372 n'hi havia dos o més.

### Piràmide de població
La piràmide de població per edats i sexe el 2009 era:
| Homes | Edats   | Dones |
| ----- | ------- | ----- |
| 0     | 95 o +  | 8     |
| 24    | 90 a 94 | 32    |
| 36    | 85 a 89 | 56    |
| 44    | 80 a 84 | 32    |
| 92    | 75 a 79 | 124   |
| 72    | 70 a 74 | 128   |
| 52    | 65 a 69 | 84    |
| 56    | 60 a 64 | 88    |
| 64    | 55 a 59 | 68    |
| 108   | 50 a 54 | 104   |
| 112   | 45 a 49 | 100   |
| 100   | 40 a 44 | 112   |
| 88    | 35 a 39 | 88    |
| 68    | 30 a 34 | 52    |
| 52    | 25 a 29 | 76    |
| 68    | 20 a 24 | 56    |
| 96    | 15 a 19 | 132   |
| 124   | 10 a 14 | 76    |
| 52    | 5 a 9   | 64    |
| 60    | 0 a 4   | 32    |

## Economia
El 2007 la població en edat de treballar era de 1.498 persones, 1.040 eren actives i 458 eren inactives. De les 1.040 persones actives 946 estaven ocupades (508 homes i 438 dones) i 95 estaven aturades (39 homes i 56 dones). De les 458 persones inactives 201 estaven jubilades, 136 estaven estudiant i 121 estaven classificades com a «altres inactius».

### Ingressos
El 2009 a Tinchebray hi havia 1.238 unitats fiscals que integraven 2.600 persones, la mediana anual d'ingressos fiscals per persona era de 15.864 €.

### Activitats econòmiques
Dels 165 establiments que hi havia el 2007, 4 eren d'empreses extractives, 7 d'empreses alimentàries, 1 d'una empresa de fabricació de material elèctric, 19 d'empreses de fabricació d'altres productes industrials, 18 d'empreses de construcció, 32 d'empreses de comerç i reparació d'automòbils, 6 d'empreses de transport, 11 d'empreses d'hostatgeria i restauració, 10 d'empreses financeres, 6 d'empreses immobiliàries, 20 d'empreses de serveis, 19 d'entitats de l'administració pública i 12 d'empreses classificades com a «altres activitats de serveis».
Dels 51 establiments de servei als particulars que hi havia el 2009, 1 era una gendarmeria, 1 oficina de correu, 6 oficines bancàries, 1 funerària, 3 tallers de reparació d'automòbils i de material agrícola, 1 taller d'inspecció tècnica de vehicles, 3 autoescoles, 3 paletes, 4 guixaires pintors, 3 fusteries, 4 lampisteries, 2 electricistes, 5 perruqueries, 7 veterinaris, 5 restaurants, 1 tintoreria i 1 saló de bellesa.
Dels 19 establiments comercials que hi havia el 2009, 1 era un hipermercat, 3 botiges de menys de 120 m², 4 fleques, 3 carnisseries, 1 una peixateria, 2 botigues de roba, 1 una botiga de roba, 1 una sabateria, 1 una botiga de material de revestiment de parets i terra i 2 floristeries.
L'any 2000 a Tinchebray hi havia 54 explotacions agrícoles que ocupaven un total de 1.848 hectàrees.

## Equipaments sanitaris i escolars
El 2009 hi havia 1 centre de salut, 2 farmàcies i 2 ambulàncies.
El 2009 hi havia 2 escoles elementals. A Tinchebray hi havia 2 col·legis d'educació secundària i 1 liceu d'ensenyament general. Als col·legis d'educació secundària hi havia 330 alumnes i als liceus d'ensenyament general 144.

## Poblacions més properes
El següent diagrama mostra les poblacions més properes.